# Független halmazrendszerek
A valószínűségszámításban a halmazrendszerek függetlensége az események függetlenségének általánosítása, és segíti a valószínűségi változók függetlenségének definiálását. Emiatt a független halmazrendszerek a valószínűségszámítás alapfogalmai közé tartoznak, és fontos tételek feltételei is tartalmazzák.

## Definíció
Adva legyen az {\displaystyle (\Omega ,{\mathcal {A}},P)} valószínűségi tér, vagyis egy {\displaystyle {\mathcal {A}}\subseteq {\mathcal {P}}(\Omega )} σ-algebra az {\displaystyle \Omega } alaphalmazon, és egy {\displaystyle P\colon {\mathcal {A}}\to [0;1]} valószínűségi mérték.
Legyen a továbbiakban {\displaystyle I} tetszőleges indexhalmaz és minden {\displaystyle i\in I} indexhez tartozzon egy {\displaystyle {\mathcal {E}}_{i}\subseteq {\mathcal {A}}} adott halmazrendszer.
Az {\displaystyle ({\mathcal {E}}_{i})_{i\in I}} halmazrendszerek függetlenek, ha {\displaystyle J\subset I} minden véges {\displaystyle (E_{j})_{j\in J}} részhalmazára az {\displaystyle \forall j\in J\colon E_{j}\in {\mathcal {E}}_{j}} események függetlenek, vagyis
{\displaystyle P\left(\bigcap _{j\in J}E_{j}\right)=\prod _{j\in J}P(E_{j})}.

## Példák
Legyen {\displaystyle {\mathcal {E}}_{1}=\{A\}} és {\displaystyle {\mathcal {E}}_{2}=\{B\}}, ekkor a halmazrendszerek függetlenek, ha az {\displaystyle A} és {\displaystyle B} események függetlenek. Ekkor {\displaystyle I=\{1,2\}}, elég csak az {\displaystyle J=\{1\},J=\{2\}} és {\displaystyle J=I=\{1,2\}} eseteket vizsgálni. Az {\displaystyle J=\emptyset } eset triviális.
1. Ha {\displaystyle J=\{1\}}, akkor {\displaystyle E_{1}=A} esetén mindig {\displaystyle P\left(\bigcap _{j\in \{1\}}E_{j}\right)=P(A)=\prod _{j\in \{1\}}P(E_{j})}, mivel a halmazrendszer egyelemű. Tehát a kijelentés mindig igaz. Hasonlóan következik {\displaystyle J=\{2\}}.
2. Ha {\displaystyle J=I=\{1,2\}}, akkor a halmazrendszerek egyeleműsége miatt ({\displaystyle E_{1}=A,E_{2}=B})

{\displaystyle P(E_{1}\cap E_{2})=P(A\cap B)=P(A)P(B)=P(E_{1})P(E_{2})}
az {\displaystyle A} és {\displaystyle B} események függetlensége miatt.
Általában, ha {\displaystyle (A_{i})_{i\in I}} események egy családja és halmazrendszerek egy családját úgy definiáljuk, hogy minden {\displaystyle i\in I}-hez egy egyelemű {\displaystyle {\mathcal {E}}_{i}=\{A_{i}\}} halmazrendszer tartozik, akkor a halmazrendszerek családja független, ha az események családja független. Ezt az ekvivalenciát használják események függetlenségének bizonyítására.
Egy {\displaystyle {\mathcal {O}}} σ-algebra egy valószínűségi mezőn P-triviális, ha minden {\displaystyle A\in {\mathcal {O}}} esetén vagy {\displaystyle P(A)=0} vagy {\displaystyle P(A)=1}. A P-triviális σ-algebrák minden halmazrendszertől függetlenek. Ekkor {\displaystyle A\in {\mathcal {O}}} és {\displaystyle P(A)=0}, így {\displaystyle P(A\cap B)=0=P(A)\cdot P(B)} egy másik {\displaystyle {\mathcal {M}}} halmazrendszer tetszőleges {\displaystyle B} elemére. Ugyanígy {\displaystyle P(A\cap B)=1\cdot P(B)} is teljesül, ha {\displaystyle P(A)=1}. Tehát {\displaystyle {\mathcal {O}}} és {\displaystyle {\mathcal {M}}} független.

## Tulajdonságai
Ha {\displaystyle (I_{k})_{k\in K}} az {\displaystyle I} diszjunkt felosztása (vagyis {\displaystyle I_{k'}\cap I_{k^{*}}=\emptyset } minden {\displaystyle k',k^{*}\in K,k'\neq k^{*}} esetén, és {\displaystyle \bigcup _{k\in K}I_{k}=I}) és az {\displaystyle ({\mathcal {E}}_{i})_{i\in I}} halmazrendszerek családjai függetlenek, akkor az
{\displaystyle \left(\bigcup _{i\in I_{k}}{\mathcal {E}}_{i}\right)_{k\in K}}
halmazrendszerek családja is független.
Véges {\displaystyle I} esetén: Ha minden halmazrendszer tartalmazza az {\displaystyle \Omega } alaphalmazt, akkor éppen akkor függetlenek, ha
{\displaystyle P\left(\bigcap _{i\in I}E_{i}\right)=\prod _{i\in I}P(E_{j})}
minden {\displaystyle E_{i}\in {\mathcal {E}}_{i}} esetén. Ekkor elegendő a definiáló egyenlőséget csak a teljes indexhalmazra vizsgálni. A {\displaystyle J\subset I} esetekben az egyenlőség automatikusan következik, {\displaystyle i\in I\setminus J} esetén {\displaystyle E_{i}=\Omega } választással.
Ha minden {\displaystyle i\in I}-re az {\displaystyle {\mathcal {E}}_{i}\cup \{\emptyset \}} halmazrendszer metszetstabil, akkor {\displaystyle ({\mathcal {E}}_{i})_{i\in I}} pontosan akkor független, ha a generált {\displaystyle (\sigma ({\mathcal {E}}_{i}))_{i\in I}} σ-algebrák függetlenek.

## Alkalmazása
A független halmazrendszereket arra használják, hogy a függetlenséget átvigyék véletlen változókra. Legyen {\displaystyle (\Omega ,{\mathcal {A}},P)} valószínűségi tér, és {\displaystyle (\Omega _{1},{\mathcal {A}}_{1}),(\Omega _{2},{\mathcal {A}}_{2})} mértékterek. Adva legyen továbbá {\displaystyle X_{1},X_{2}} {\displaystyle \Omega }-ból {\displaystyle \Omega _{1}}-be illetve {\displaystyle \Omega _{2}}-be. Ha a véletlen valószínűségi változók által generált kezdeti σ-algebrák független halmazrendszerek, akkor a valószínűségi változók is függetlenek. Ez általánosítható valószínűségi változók családjára is.

## Valószínűségi változók és halmazrendszerek függetlensége
A feltételes várható értékhez kapcsolódóan szó lehet valószínűségi változó és halmazrendszer függetlenségéről. Legyen {\displaystyle X} valószínűségi változó, {\displaystyle {\mathcal {E}}} halmazrendszer. Ezek akkor függetlenek, ha {\displaystyle {\mathcal {E}}} és {\displaystyle \sigma (X)} kezdeti σ-algebrája független a fenti értelemben.

## Általánosítása
A σ-algebrák függetlensége a feltételes várható érték segítségével kiterjeszthető feltételes függetlenséggé. Ez szintén átvihető valószínűségi változókra.

## Fordítás
Ez a szócikk részben vagy egészben  az   Unabhängige Mengensysteme című német Wikipédia-szócikk fordításán alapul.  Az eredeti cikk szerkesztőit annak laptörténete sorolja fel. Ez a jelzés csupán a megfogalmazás eredetét és a szerzői jogokat jelzi, nem szolgál a cikkben szereplő információk forrásmegjelöléseként.